# Нуна (Буркина-Фасо)
Нуна (фр. Nouna) — город и городская коммуна в Буркина-Фасо, в области Букле-ду-Мухун. Административный центр провинции Косси.

## География
Город расположен на западе страны, на высоте 261 м над уровнем моря.

## Население
По данным на 2013 год численность населения города составляла 18 218 человек. Население представлено преимущественно народом дафин, другие этнические группы, проживающие в Нуна — само, бобо и фульбе. Наиболее распространённый язык населения — дьюла.
Динамика численности населения города по годам:
| 1996   | 2005   | 2006   | 2013   |
| ------ | ------ | ------ | ------ |
| 19 105 | 24 100 | 18 440 | 18 218 |

## Инфраструктура
В городе имеется водопровод. Объекты инфраструктуры включают старшую школу, банк, почтовое отделение, мэрию и несколько гостиниц. Связан автомобильной дорогой с городом Бобо-Диуласо.